# Emiel Van Cauter
Emiel Van Cauter (Meuzegem, Wolvertem, Meise, 2 de desembre de 1931 - Bangkok 26 d'octubre de 1975) va ser un ciclista belga que fou professional entre 1955 i 1959.
Durant la seva carrera com aconseguí el Campionat del món amateur en ruta de 1954 i especialment el Campionat nacional en ruta de 1955.
Va morir mentre estava de vacances a Tailàndia.

## Palmarès
- 1953
  - Vencedor d'una etapa a la Volta a Bèlgica amateur
- 1954
  - 1r a la Kattekoers
  - 1r a la Brussel·les-Opwijk
- 1955
  -  Campió de Bèlgica en ruta

### Resultats a la Volta a Espanya
- 1957. 37è de la classificació general